# Étigny
Étigny település Franciaországban, Yonne megyében. Lakosainak száma 752 fő (2022. január 1.). Étigny Rosoy, Gron, Marsangy és Véron községekkel határos.

## Népesség
A település népességének változása:
| Lakosok száma | 773  | 761  | 781  | 752  | 757  | 761  | 763  | 758  | 752  |
|               | 2013 | 2015 | 2016 | 2017 | 2018 | 2019 | 2020 | 2021 | 2022 |